# Noms commerciaux du paracétamol
Le médicament paracétamol (DCI) est vendu dans le monde entier sous un certain nombre de noms de marque différents.

## Historique
En 1955, le Panadol a été introduit dans les hôpitaux du Royaume-Uni. Il a d'abord été commercialisé par Phillips, Scott & Turner, qui a été acquis par Frederick Stearns & Co, une filiale de Sterling Drug Inc. Il a été annoncé comme étant « doux pour l'estomac », car d'autres anti-inflammatoires non stéroïdiens comme l'aspirine, irritaient d'estomac. Le Panadol était à l'origine disponible uniquement sur ordonnance au Royaume-Uni, mais il est maintenant disponible en vente libre.
En 1983, Sterling a introduit le Panadol sur le marché des États-Unis. En 1988, Sterling Winthrop a été acquis par Eastman Kodak qui a vendu le commerce mondial de médicaments en vente libre à SmithKline Beecham en 1994. Deux semaines plus tard, SmithKline Beecham a vendu l'activité de médicaments en vente libre aux États-Unis, au Canada et à Porto Rico à Bayer pour 1 milliard de dollars américains. Cependant, les droits nord-américains du Panadol ont été conservés par SmithKline.
Il a été qualifié de « médicament le plus fréquemment contrefait au monde ».

## Noms commerciaux
| Marque                                                                  | Pays |
| ----------------------------------------------------------------------- | --- |
| Acamol                                                                  | Israël |
| As +                                                                    | Bangladesh |
| Acet                                                                    | États-Unis |
| Acétalgine                                                              | Suisse |
| Adol                                                                    | Bahreïn, Koweït, Oman, Émirats arabes unis |
| Aeknil                                                                  | Inde |
| Aldolor                                                                 | Israël |
| Alvedon                                                                 | Suède |
| APAP                                                                    | Pologne, Groenland, États-Unis |
| Apiretal Apiretal Flas                                                  | Espagne, Portugal |
| Atamel                                                                  | Venezuela, Haïti |
| Atasol                                                                  | Canada, Mexique |
| Benuron                                                                 | Autriche, Allemagne, Portugal, Suisse |
| Biogesic                                                                | Myanmar, Philippines, Indonésie |
| Biogesic-Kiddielets                                                     | Philippines, Myanmar |
| Buscapina                                                               | Argentine, Mexique, Espagne, Venezuela |
| Calonal                                                                 | Japon |
| Calpol                                                                  | Bulgarie, Chypre, Inde, Irlande, Kenya, Turquie, Royaume-Uni, Philippines, Pakistan, Afrique du Sud |
| Captin                                                                  | Allemagne |
| Cemol                                                                   | Thaïlande |
| Cétamol                                                                 | Népal |
| Claradol                                                                | France |
| Coldex                                                                  | Israël |
| Coldrex                                                                 | Roumanie, Croatie, Slovénie |
| Co-Tipol                                                                | Irlande (avec hémihydrate de phosphate de codéine) |
| Cotibin                                                                 | Chili |
| Crocin Dolo                                                             | Inde |
| Dafalgan                                                                | Belgique, France, Portugal, Russie, Espagne (Esteve), Suisse, Ukraine |
| Daleron                                                                 | Slovénie, Macédoine du Nord |
| Depon                                                                   | Grèce, Chypre |
| Dexamol Dexamol Plus                                                    | Israël |
| Dolex                                                                   | Colombie |
| Dolgésique                                                              | Espagne (Ferrer Grupo) |
| Doliprane                                                               | Algérie, Burkina Faso, Côte d'Ivoire, France, Guinée, Maroc, Mali, Portugal, Russie, Sénégal, Tunisie, Ukraine |
| Dolorol                                                                 | Afrique du Sud |
| Dolprone                                                                | Suisse |
| Dolyc                                                                   | Algérie |
| Duiyixian anjifen pian (对乙酰氨基酚片; « Comprimés d'acétaminophène ») | Chine |
| Efferalgan                                                              | Bulgarie, Croatie, France, Italie, Portugal, Roumanie, Russie, Serbie, Espagne, Ukraine, Vietnam. Fabriqué par UPSA Laboratoires en France. «CoEfferalgan» est plutôt une préparation de paracétamol et de codéine et suit les restrictions imposées aux analgésiques opioïdes. |
| Endopaïne                                                               | Hong Kong |
| Enelfa                                                                  | Allemagne |
| Europain                                                                | Hong Kong |
| Excedrin                                                                | Brésil, Canada, Japon, Mexique, Myanmar, Panama, Porto Rico, Pérou, Corée du Sud, Suisse, Thaïlande, États-Unis. Anciennement commercialisé en Irlande. |
| Fébrectale                                                              | Espagne (Almirall) |
| Febricet                                                                | Serbie |
| Febridol                                                                | Australie |
| Fensum                                                                  | Allemagne |
| Gelocatil                                                               | Espagne |
| Gripin                                                                  | Turquie |
| Gesic                                                                   | Bangladesh |
| Hedex                                                                   | Bangladesh, Kenya |
| Hédanol                                                                 | Australie |
| Herron                                                                  | Australie |
| Influbène                                                               | Suisse |
| Kafa                                                                    | Suisse |
| Kitadol                                                                 | Chili |
| Lekadol                                                                 | Croatie, Slovénie |
| Lupocet                                                                 | Croatie |
| Métacine                                                                | Inde |
| Mexalen                                                                 | L'Autriche |
| Milidon                                                                 | Malaisie |
| Minoset                                                                 | Turquie |
| Élan                                                                    | L'Autriche |
| Napa                                                                    | Bangladesh |
| NapaDol                                                                 | Bangladesh (paracétamol + Tramadol) |
| Niko                                                                    | Népal |
| Néo-Kiddielets                                                          | Philippines |
| Pain Relief                                                             | États-Unis |
| Pacol                                                                   | Géorgie |
| Pamol                                                                   | Danemark, Finlande, France, Nouvelle-Zélande, Norvège, Suède, Indonésie |
| Parol                                                                   | Turquie |
| Panado                                                                  | Afrique du Sud |
| Panadol                                                                 | Afghanistan, Australie, Azerbaïdjan, Bahreïn, Belgique, Bulgarie, Amérique centrale, Chili, Chine, Croatie, Chypre, Communauté caribéenne, Tchéquie, Égypte, Estonie, Finlande, Grèce, Hongrie, Indonésie, Irlande, Kenya, Koweït, Jordanie, Liban, Lituanie, Macédoine du Nord, Malaisie, Malte, Myanmar, Pays-Bas, Nouvelle-Zélande, Nigéria, Oman, Pakistan, Panama, Pérou, Philippines, Pologne, Portugal, Porto Rico, Qatar, Roumanie, Russie, Arabie Saoudite, Serbie, Singapour , Slovaquie, Slovénie, Sri Lanka, Suisse, Syrie, Taiwan, Tanzanie, Turquie, Ouganda, Ukraine, Émirats arabes unis, Royaume-Uni, États-Unis, Vietnam |
| Panamax                                                                 | Australie |
| Panda                                                                   | Jordanie |
| Panodil                                                                 | Danemark, Islande, Norvège, Suède |
| Paracet                                                                 | Norvège, Serbie |
| Paracitol                                                               | Sri Lanka |
| Paralen                                                                 | Tchéquie, Slovaquie |
| Paramax                                                                 | Finlande, Estonie |
| Paramétré                                                               | Botswana, Afrique du Sud, Zimbabwe |
| Paratabs                                                                | Islande |
| Paramol                                                                 | Israël, Taïwan, Royaume-Uni |
| Paracétol                                                               | Irak |
| Parol                                                                   | Turquie |
| Perdolan                                                                | Belgique |
| Perfalgan                                                               | Allemagne, Norvège, Espagne, Afrique du Sud (Bristol-Myers Squibb), Suisse |
| Pinex                                                                   | Danemark, Islande, Norvège, Finlande |
| Pirétanyle                                                              | Chili, Israël, Pays-Bas, Turquie |
| Plicet                                                                  | Croatie |
| PyongSu Cetamol                                                         | Corée du Nord |
| Pyrénol (paracétamol plus caféine)                                      | Bangladesh |
| Pyrigesic                                                               | Inde |
| Reliv                                                                   | Suède |
| Revanin                                                                 | Jordan |
| Rokamol                                                                 | Israël |
| Rubophène                                                               | Hongrie |
| Sara                                                                    | Thaïlande |
| Scanol                                                                  | Taïwan |
| Sinpro N                                                                | Allemagne |
| Tachipirine                                                             | Venezuela |
| Tachipirina                                                             | Italie |
| Tafirol                                                                 | Argentine, Mexique |
| Tapsin                                                                  | Chili |
| Termalgin                                                               | Espagne (Novartis) |
| Tempra                                                                  | Mexique, Philippines, Indonésie, Venezuela |
| Thomapyrin                                                              | Autriche, Allemagne (paracétamol, acide acétylsalicylique et caféine) |
| Tipol                                                                   | Irlande |
| Togal Classique Duo                                                     | Allemagne (paracétamol + acide acétylsalicylique) |
| Treuphadol                                                              | Suisse |
| Triaminique                                                             | États-Unis |
| Tylenol                                                                 | Brésil, Canada, Japon, Mexique, Myanmar, Panama, Porto Rico, Pérou, Chine (comprimés de paracétamol à libération prolongée / Tylenol Cold), Corée du Sud, Suisse, Thaïlande, États-Unis. Anciennement commercialisé en Irlande. |
| Uphamol                                                                 | Malaisie |
| Vermidon                                                                | Turquie |
| Vitamol                                                                 | Thaïlande |
| Xumadol                                                                 | Espagne |
| Zolben                                                                  | Suisse, Uruguay, Chili. |